# Main-Spitze
Die Main-Spitze ist eine lokale Tageszeitung, die in der hessischen Stadt Rüsselsheim am Main erscheint. Verlegt wird die Zeitung durch die VRM GmbH & Co. KG. Die verkaufte Auflage betrug 8.184 Exemplare im Jahr 2016, ein Minus von 35 Prozent gegenüber 1998.

## Geschichte
Die Main-Spitze erschien erstmals am 3. Oktober 1877 unter dem Namen Anzeiger für Rüsselsheim und Umgebung. Gegründet wurde die Zeitung von dem Buchdrucker Heinrich Hohmann, der zunächst auch alle Aufgaben vom Redakteur bis zum Drucker übernahm. 1908 kaufte die Familie Pfeifer die Main-Spitze und prägte sie in den folgenden Jahrzehnten. Während des Zweiten Weltkriegs musste die Main-Spitze 1943 ihr Erscheinen einstellen und konnte nach dem Ende des Krieges zunächst nur als amtliches Verkündungsblatt erscheinen. 1949 erhielt die Verlegerfamilie Pfeifer eine Lizenz zur Herausgabe der Zeitung. Nach und nach etablierte sich die Main-Spitze erneut als berichterstattende Tageszeitung. 1972 wurde die Main-Spitze von der Mainzer Verlagsanstalt (seit Mai 2017 VRM GmbH & Co. KG) übernommen.

## Auflage
Die verkaufte Auflage der Main-Spitze betrug 2016, dem Zeitpunkt der letzten gesonderten Meldung an die IVW, 8.184 Exemplare. Das entspricht einem Rückgang von 4333 Stück oder 35 Prozent gegenüber 1998.
| 1998  | 1999  | 2000  | 2001  | 2002  | 2003  | 2004  | 2005  | 2006  | 2007  | 2008 | 2009 | 2010 | 2011 | 2012 | 2013 | 2014 | 2015 | 2016 | 2017 | 2018 | 2019 | 2020 | 2021 | 2022 | 2023 | 2024 |
| ----- | ----- | ----- | ----- | ----- | ----- | ----- | ----- | ----- | ----- | ---- | ---- | ---- | ---- | ---- | ---- | ---- | ---- | ---- | ---- | ---- | ---- | ---- | ---- | ---- | ---- | ---- |
| 12332 | 12189 | 11990 | 11792 | 11468 | 11157 | 10944 | 10702 | 10470 | 10348 | 9966 | 9743 | 9408 | 9096 | 8826 | 8625 | 8368 | 8326 | 8184 |      |      |      |      |      |      |      |      |